# Conrad Celtes
Conrad Celtes (Conrad Pickel, Protucius) (Wipfeld, 1459. február 1. – Bécs, 1508. február 4.) humanista és költő.

## Élete
Vincellérnek szánták szülei, de ő e sors elől Kölnbe menekült; itt és más német egyetemeken képezte magát. 1486-ban Olaszországba utazott, ahol megismerkedett az ottani humanistákkal és a platóni bölcselettel. Innen 1487-ben visszatért és III. Frigyes császártól doktori rangot nyert. Később mennyiségtant, természettant és csillagászatot tanult Krakkóban. Lengyelországból 1490 elején Pozsonyba ment, onnan Budára, utána Bécsbe, majd Bajorországba utazott. Sodalitas literaria Rhenana néven akadémiát alapított, mely  a kor legelőkelőbb tudósait egyesítette, központi székhelye Heidelberg volt. Egész Németországot igyekezett a középkor elavult műveltségének hívei ellen harcra bírni. 1497-ben a költészettan tanár lett Bécsben; 1498-ban a császár támogatásával tudományos célú utazásokat tett. Közvetítése folytán létre jött Bécsben a collegium poetarum, melynek elöljárója lett; valamint Budán személyes jelenlétében a Dunai Tudós Társaság nevű egyesület, melynek elnökévé választották. Ennek emlékét Schlechta János, II. Ulászló király titoknoka latin nyelvű versben örökítette meg. Celtes is írt a társasághoz egy hosszabb ódát, melyben akkori honfitársait a tudományok iránti buzgalmukért megdicséri. Az óda megjelent Celtes összegyűjtött munkáiban; Kemény József gróf (Kalászatok) és Ábel Jenő (Magyarországi humanisták) újra kinyomatták.
Ő fedezte föl Tegernsee-ben a kiadójáról elnevezett Tabula Peutingerianát; császári kiváltsággal kiadta Roswitha (Hrotswitha) X. századbeli apáca színműveit 1501-ben; e kódex eredetiségét 1867-ben Joseph Aschbach bécsi egyetemi tanár tagadta és C. hamisítványának nyilvánította a kéziratot; de Köpke Rudolf berlini egyetemi tanár (Hrotsuit von Gandersheim, 1869) e föltevést alaposan megcáfolta.
Munkáinak egy része (epigrammái) ma is kéziratban van, úgyszintén az Institutio grammaticae graecae Viennae tradita, melyet a Bécsi Császári Könyvtárban őriztek.

## Munkái
- Ars versificandi et carminum. Lipsiae, 1486
- Proseuticon ad divum Fridericum tertium pro laurea Apollinari. Norimbergae, 1487
- Ludus Dianae in modum comoediae coram Maximiliano Romanorum rege. Norimbergae, 1501 (Ebben a  színdarabban maga is fellépett.)
- Melopoiae sive harmoniae tetracenticae. Viennae, 1507
- Conradi Celti Protucij, primi in Germania poetae coronati libri odarum quatuor, cum Epodo et saeculari carmine. Argentorati, 1513. (Ebben utazási élményeit írja le.)